# Kostel svatého Jakuba Staršího (Szczyrk)
Kostel svatého Jakuba Staršího (polsky: Kościół św. Jakuba) je římskokatolický dřevěný farní kostel v Szczyrku, okres Bílsko-Bělá, Slezské vojvodství. Je farním kostelem farnosti svatého Jakuba ve Szczyrku děkanát Łodygowice diecéze bílsko-żywiecká.
Dřevěný kostel je zapsán v seznamu kulturních památek slezského vojvodství pod číslem A-195/77 z 29. září 1977 a z 30. března 1978 a je  součástí Stezky dřevěné architektury v Slezském vojvodství.

## Historie
Obyvatelé Szczyrku dlouhou dobu patřili pod katolickou farnost apoštolů Šimona a Judy Tadeáše v Łodygovicích. Na konci 18. století kdy počet obyvatel dosáhl dvou tisíc, podnikly se kroky k založení vlastní farnosti. Dekret o vzniku farnosti udělil císařský dvůr Josefa II. ve Vídni 14. dubna 1787. Vznik farnosti potvrdil tarnowský biskup a farnost vložil do děkanátu Żywiec. Kostel sv. Jakuba Staršího byl postaven v letech 1797–1800. Prvním farářem byl kněz Wojciech Radoński. V roce 1863 byl kostel vymalován a znovu v roce 1914. V roce 1939 byl kostel opravován.
Kolem kostela se rozkládal hřbitov, na kterém se pohřbívalo do roku 1848. Kolem kostela je dřevěná trámová ohrada se dvěma brankami. 
Od roku 2011 se nachází na Beskydské cestě sv. Jakuba (část Szczyrk–Simoradz) jako Sanktuárium sv. Jakuba.

## Architektura
Kostel je orientovaná jednolodní dřevěná roubená stavba postavena na kamenné podezdívce zakončena polygonálním kněžištěm. Loď je vyšší a širší než závěr, její půdorys je obdélníkový, ke kněžišti na severní straně přiléhá sakristie. Střecha je sedlová krytá šindelem se sanktusníkem s lucernou. Věž o čtvercovém půdorysu je přisazena k západnímu průčelí lodi je zakončena přesahujícím zvonovým patrem, které je bedněno deskami. Konstrukce věže je sloupovo-rámová, stěny věže směrem nahoru se zužují. Střecha věže je jehlanová s plechovou krytinou. Věž a venkovní stěny kostela jsou kryté šindelem. Zvon ve věži pochází z roku 1691. Na východní venkovní stěně závěru se nachází rokokový kříž z roku 1797.

## Interiér
Interiér je pozdně barokní, vnitřní vybavení pochází ze zrušeného premonstrátského kláštera v Nowém Sączu. Stropy lodi a kněžiště jsou ploché. Vítězným obloukem prochází sponový trám s Ukřižováním z roku 1797. Hudební kruchta s varhany je podepřena šesti sloupy, střední část kruchty je předsazená.
Hlavní oltář je zasvěcen sv. Jakubovi Staršímu, jeho socha se nachází uprostřed oltáře. Po jeho levé straně je socha sv. Petra, po pravé straně sv. Stanislava Kostky. Na evangelijní straně lodi je boční oltář Ježíšova srdce. Na epištolní straně lodi je boční oltář s obrazem sv. Jana Nepomuckého z poloviny 17. století. Na evangelijní straně se nachází pozdně barokní kazatelna s baldachýnem s obrazy čtyř evangelistů a vyřezávaným obrazem sv. Ambrože. V kostele se nachází soubor obrazů křížové cesty malovaných na plátně z roku 1814, kamenná křtitelnice z roku 1800 a z téhož období tři kamenné kropenky.

## Zvony
Kostel byl vybaven zvonem z roku 1691, další zvon o váze 160 kg byl pořízen v roce 1844, který byl rekvírován v době první světové války. V letech 1924–1925 byly pořízeny dva nové zvony o váze 200 a 400 kg, které byly rekvírovány v době druhé světové války.V sanktusníku je zavěšen zvon z roku 1820.

## Galerie

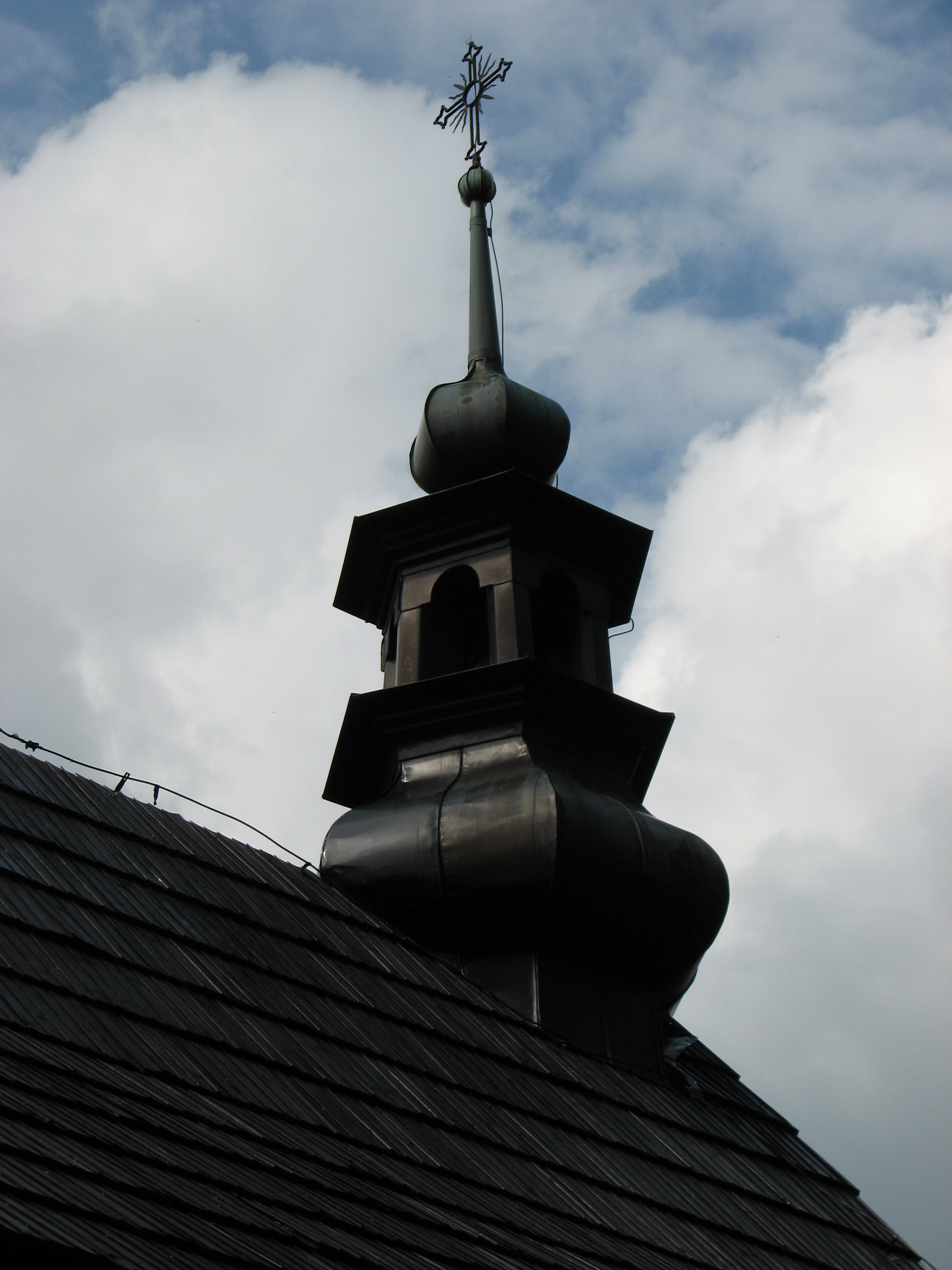
Sanktusník
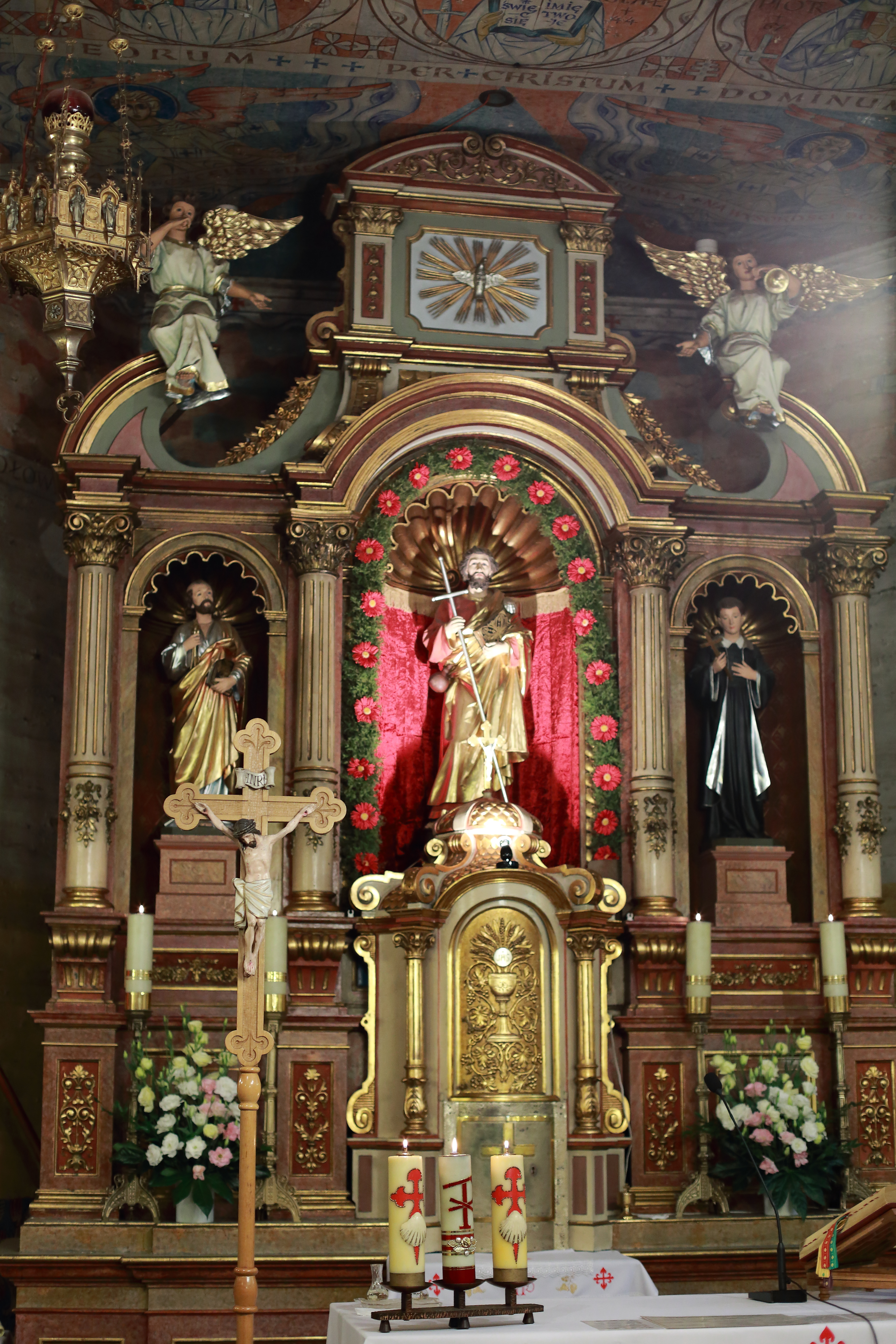
Hlavní oltář
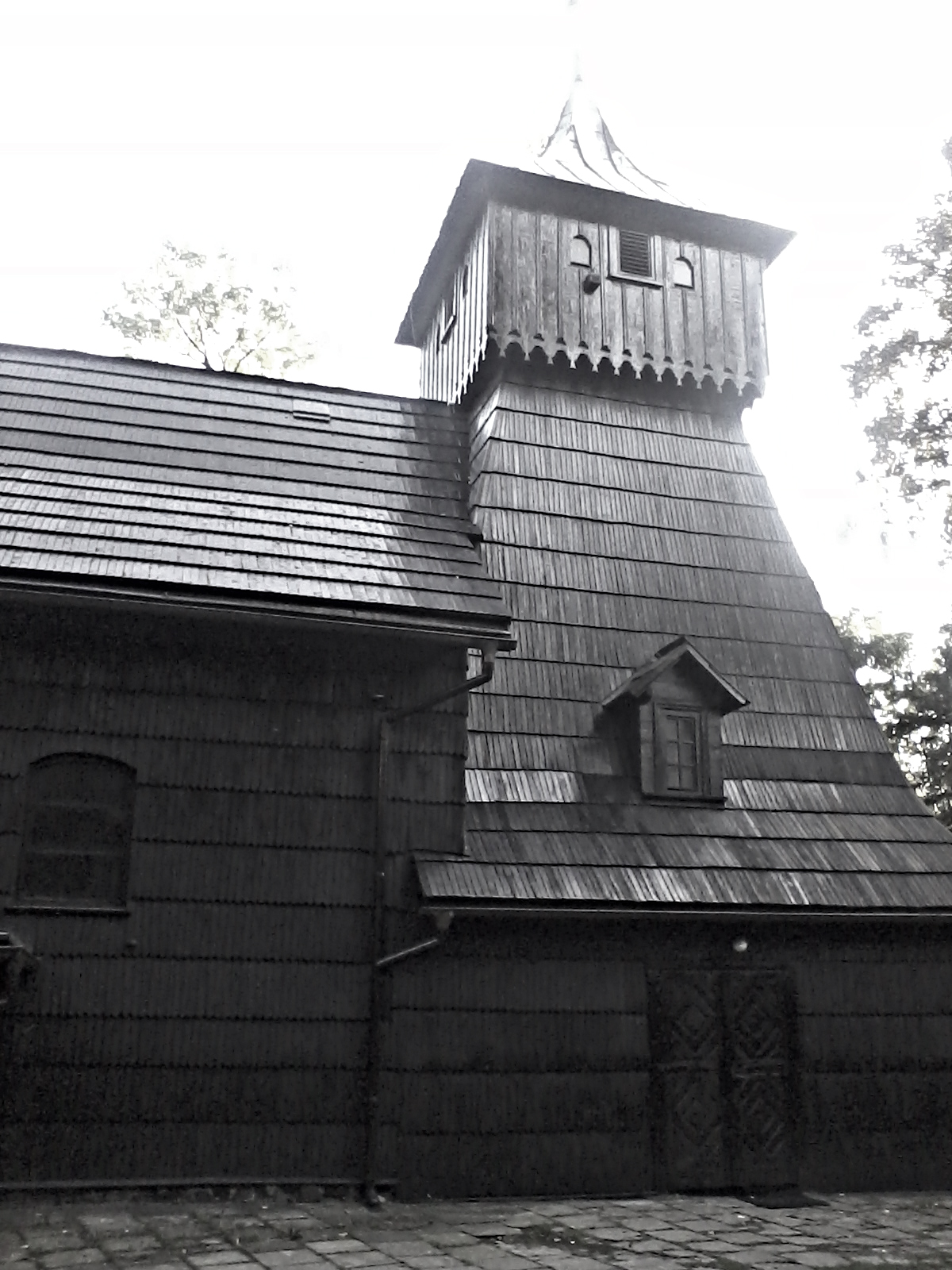
Věž
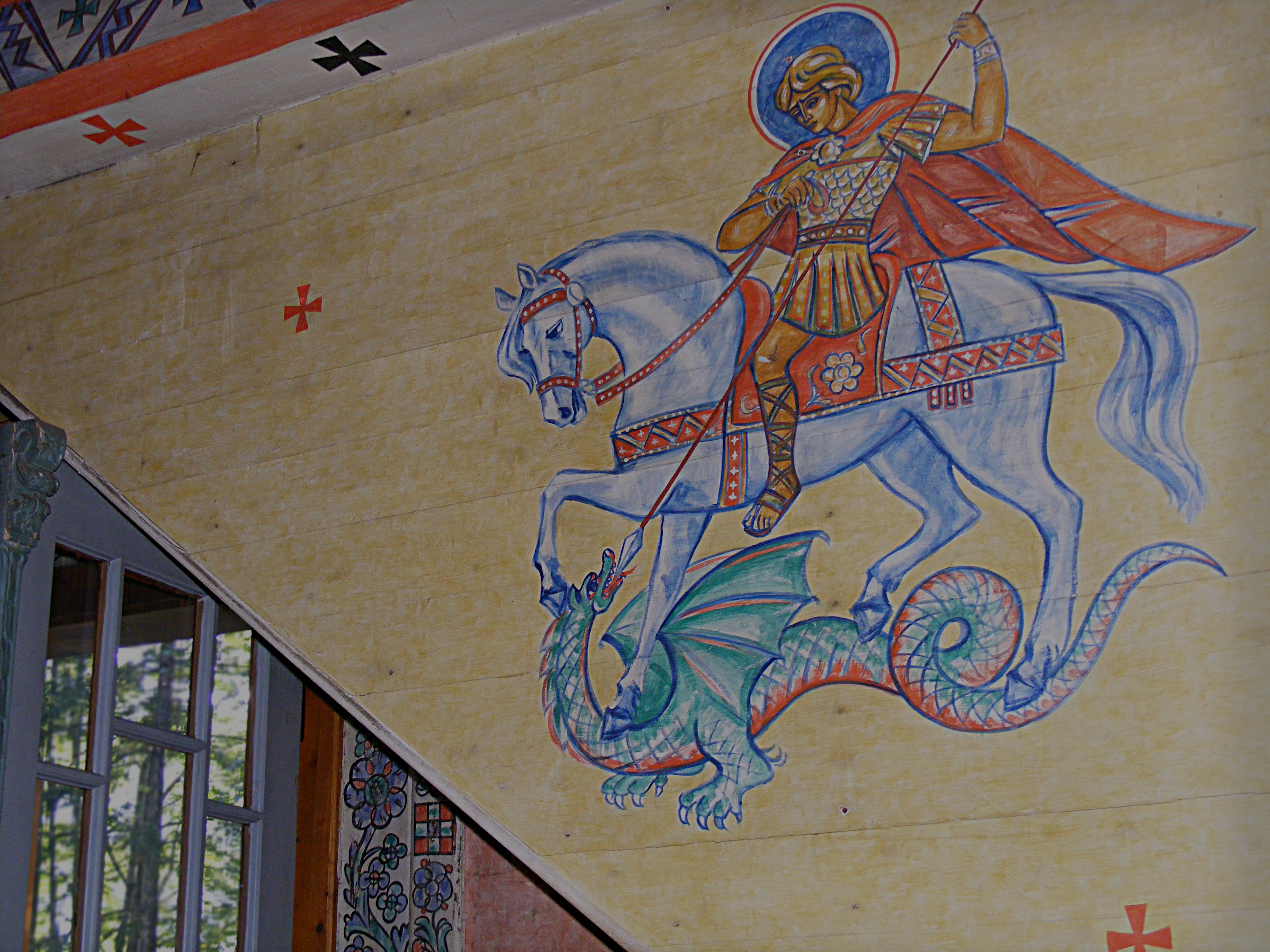
Sv. Jiří